# Глухівська чоловіча гімназія

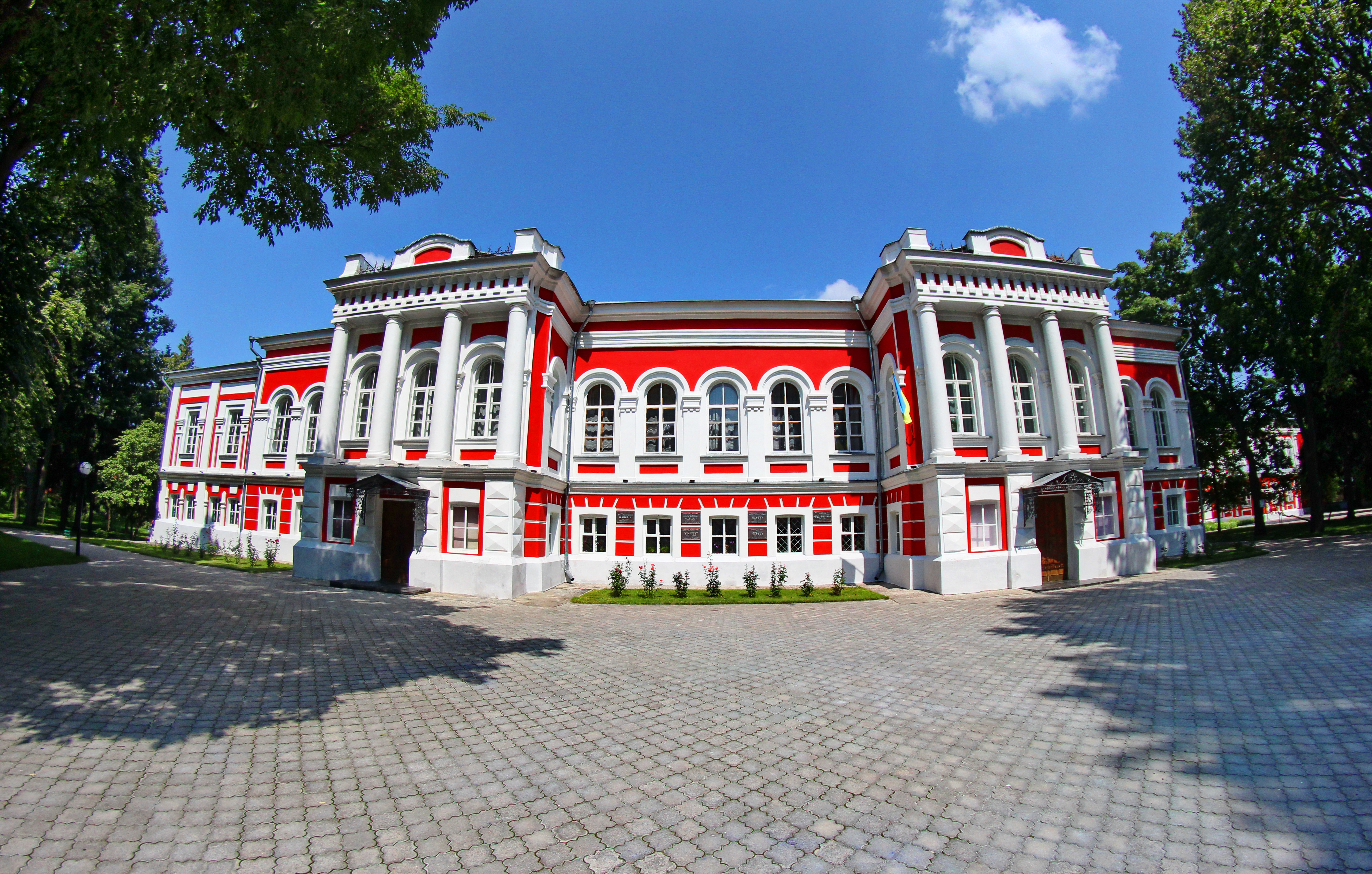
Чоловий (південний) фасад чоловічої гімназії

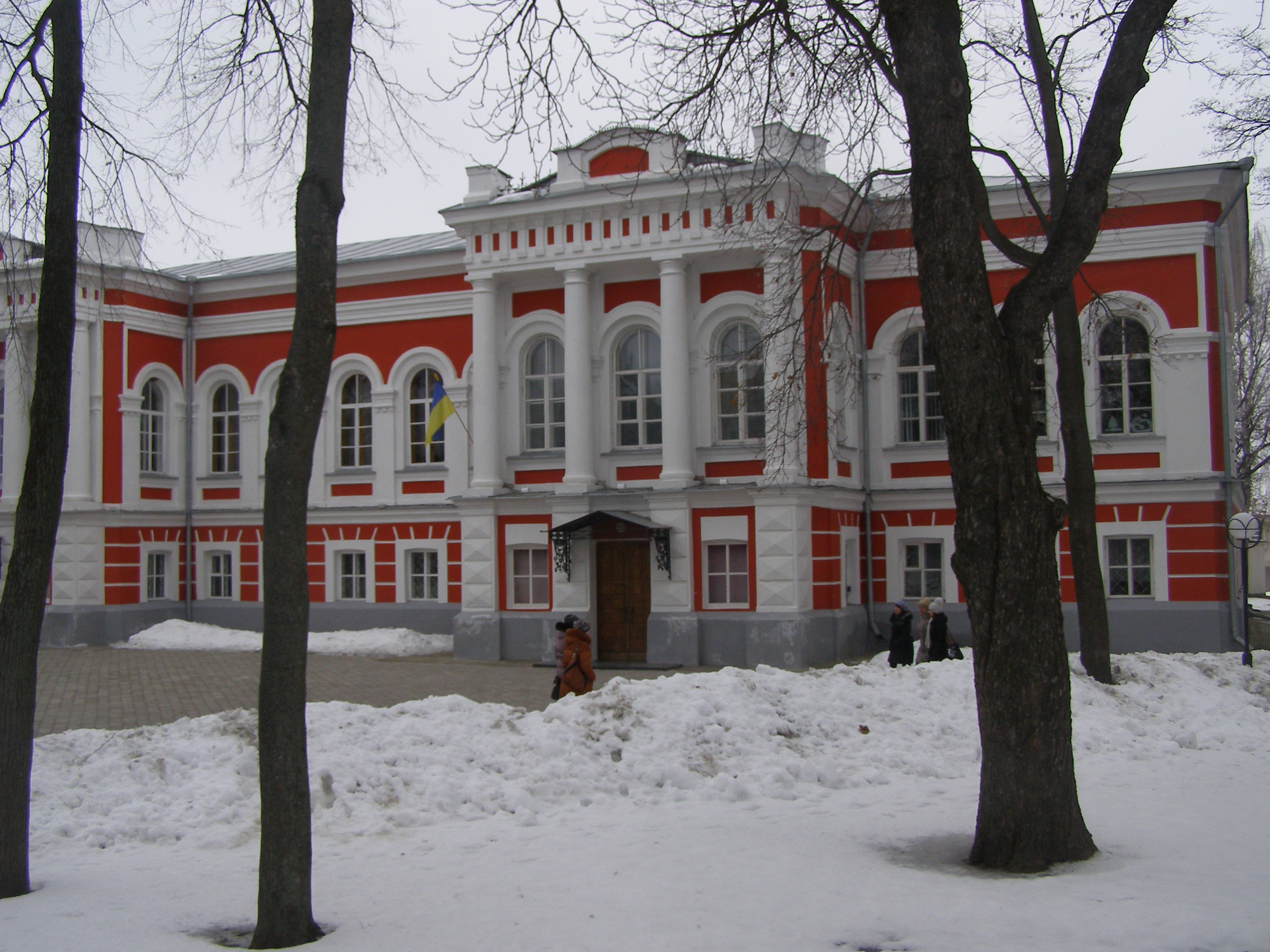
Зимовий краєвид чоловічої гімназії

Глухівська чоловіча гімназія — будинок XIX століття, пам'ятка архітектури національного значення (охоронний № 180031/3-Н). Розташований в історичному центрі Глухова у дворі нинішнього Глухівського національного педагогічного університету імені Олександра Довженка по вул. Києво-Московська, 24.
Входить до складу «Гуманітарно-просвітницького комплексу Глухова», до якого ще належать пам'ятки: «Учительський інститут» та «Пансіон Глухівської чоловічої гімназії».
Глухівська чоловіча гімназія становить історико-архітектурний інтерес як добре збережена споруда навчального закладу доби історизму. Будинок спроєктований архітектором Олександром Гроссом у 1869 році на замовлення почесного громадянина міста Глухова Артема Терещенка. Становить визначну історико-меморіальну цінність, оскільки з нею пов'язані імена багатьох видатних українців.

## Історія

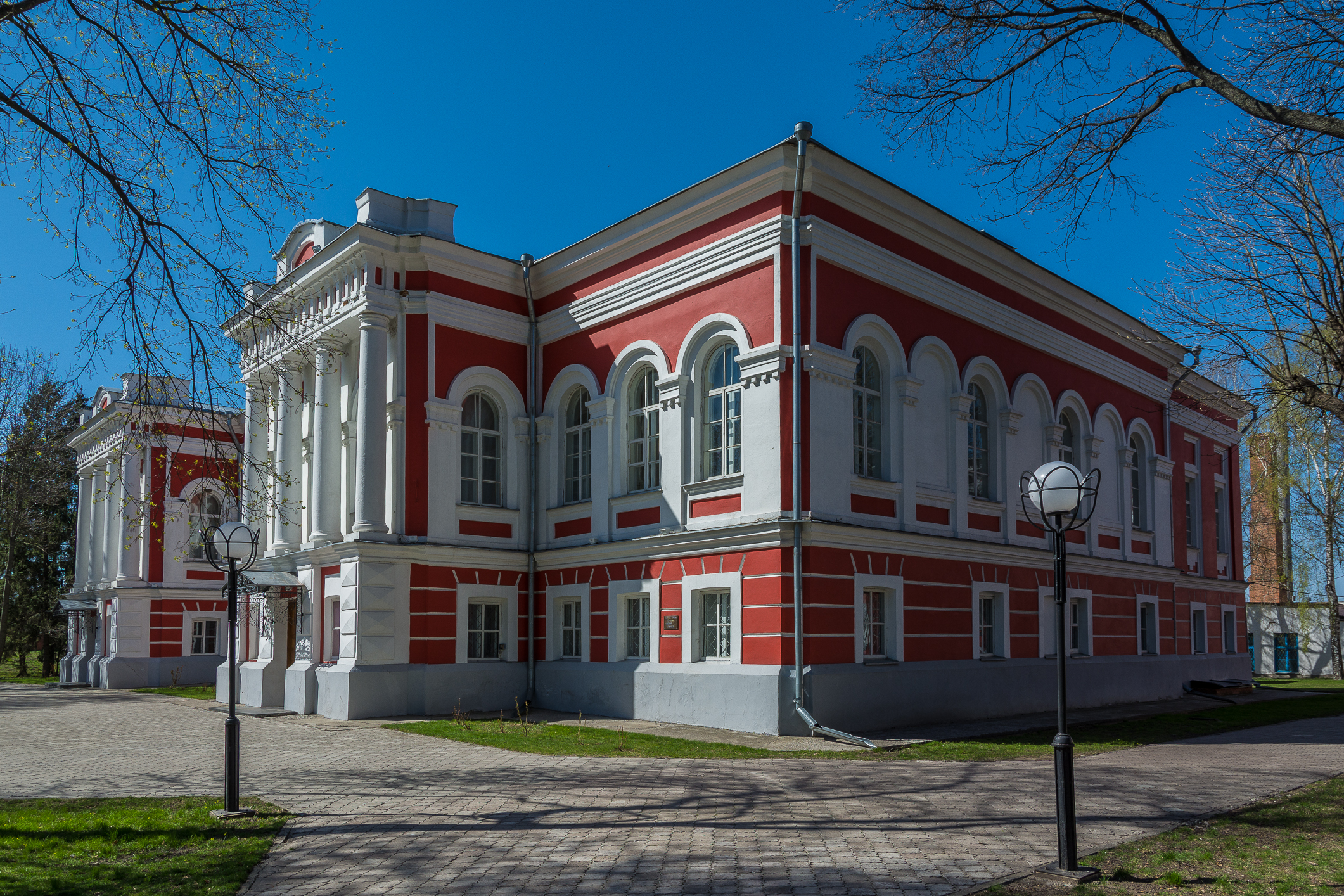
Чоловий (південний) та східний фасади чоловічої гімназії (з боку учительського інституту)

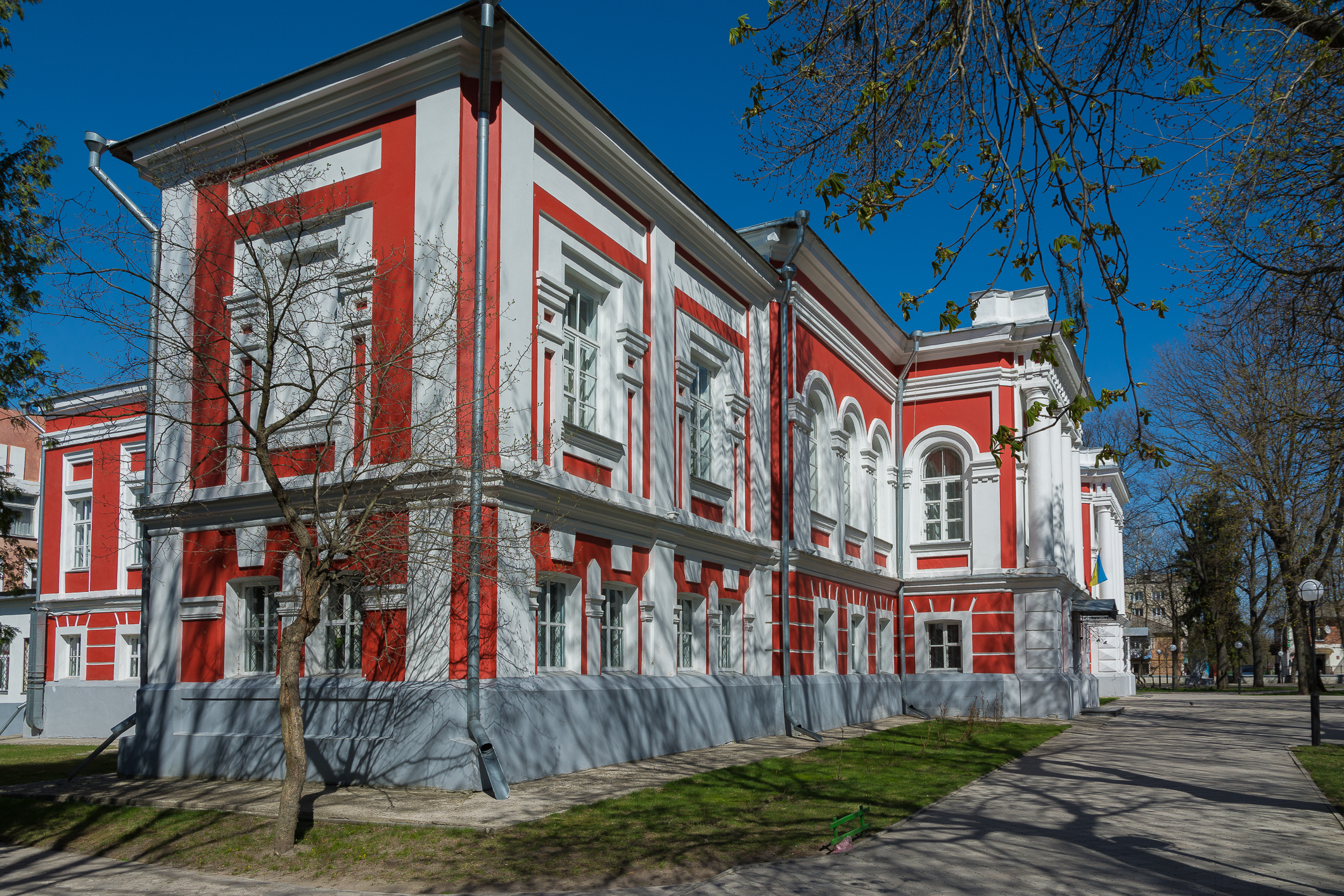
Чоловий (південний) та західний фасади чоловічої гімназії

Будівлю чоловічої гімназії почали зводити в 1860-х роках. Спочатку, вона входила до складу садибної забудови із ще недобудованими будинками. Землю для будівництва придбав Артем Терещенко у Глухівській повітовій земській управі. Потім земля належала відомому цукрозаводчику Ніколі Терещенку — та Глухівського міського голови в 1860—1873 роках. Її спроєктував архітектор Олександр Гросс у 1869 році на замовлення почесного громадянина міста Глухова купця першої гільдії Артема Терещенка.
Саму Глухівську чотирикласну чоловічу прогімназію відкрито 1 (14) вересня 1870 року. У першому класі було два великих за кількістю гімназистів відділення. А в другому класі навчалось лише 10 учнів. Решта класів відкривались пізніше. Першим інспектором прогімназії у 1870—1874 роках призначено Петра Чуйкевича — учасника Кирило-Мефодіївського товариства.
Восени 1871 року повітова управа підготувала пропозицію про купівлю будинку для розміщення прогімназії, лікарні та богадільні. Ще будучи керівником Глухова Нікола Терещенко, то перебував у Москві, то виїжджав до Києва. Сторони домовились про ціну 30 тисяч рублів сріблом. Крім того, Нікола Терещенко погодився на розстрочку в отриманні грошей: в жовтні 1871 року мали заплатити 15 тисяч рублів, і щорічно в жовтні наступних 1872—1874 років виплатити Терещенко ще по 5 тисяч рублів. Згодом платіж 1872 року перенесли на 1873 рік. Будинок для розміщення прогімназії і земства потребував добудови. Вже у лютому 1872 року розпочалась зведення головної будівлі аби там розмістити приміщення прогімназії та інших повітових земських установ. На ці роботи повітова управа виділила 10 тисяч рублів.
Під час будівництва приміщення лікарні біля східного фасаду, актуальним стало питання санітарної безпеки учнів прогімназії. Адже, 8 сажнів (17 метрів) відстані до будинку (приміщення першого (історичного) корпусу педагогічного університету) було мало. Для вирішення проблеми у приміщенні лікарні планували організувати вентиляцію, відокремлені ватер-клозети разом із відділенням двора лікарні від прогімназії високою огорожею. Також, висаджені дерева, виділяли кисень і розріджували вуглекислоту, усуваючи поширення шкідливих міазмів, властивих лікарняному закладу.
Восени 1873 року Глухів відвідали міністр народної освіти Дмитром Толстим та піклувальник Київського навчального округу. Під час зустрічі голова земських зборів Іван Маркович, голова земської управи Федір Красовський і міський голова Нікола Терещенко підняли питання розміщення у Глухові вчительського інституту. Земство запропонувало недобудований будинок поряд з будівлею прогімназії, що призначався для розміщення земської лікарні. Дану пропозицію підтримали, і в 1874 році в Глухові заснували Учительський інститут.
Влітку 1874 року прогімназія була переведена з будинку повітового училища до спеціально збудованої власної будівлі. Також під час зведення будинку учительського інституту в 1874—1876 роках у приміщенні гімназії тимчасово тривали навчальні заняття майбутніх учителів. З 1874 року головний керуючий підприємствами родини Терещенків титулярний радник Петро Бек керував фінансовими справами Глухівської чоловічої прогімназії. У 1875 році прогімназія стала шестикласною, а директором було призначено дійсного статського радника Михайла Лазаренка, кандидата історико-філологічного факультету університету св. Володимира. Він обіймав посаду до 1907 року. Таким чином, Глухівське земство вирішило проблему розміщення земської лікарні поряд з прогімназією і позбулося необхідності добудовувати приміщення, бо не мало на таких коштів. З відкриттям інституту будинок звели вже за кошти міністерства народної освіти. А земство отримало компенсацію 10 тисяч рублів, раніше витрачених на зведення стін будинку.
З 1884 року Петро Вільгельмович за кошти Ніколи та Федора Терещенків займається реорганізацією Глухівської чоловічої шестикласної прогімназії на класичну восьмикласну гімназію Саме Нікола Терещенко став ініціатором питання про перетворення прогімназії на класичну гімназію, у вищих сферах керував діями Глухівської управи при вирішенні непорозумінь і пожертвував 7000 рублів для пристосування будівлі до розміщення у ньому повної гімназії. Безпосереднім керівництвом та контролем за пристосуванням будівлі опікувався представник господарського управління Терещенків надвірний радник Петро Бек. Без його досвідченості та енергії будівля навряд чи могла бути приведена в потрібний вигляд у такий короткий час. Понад асигнованим Терещенком грошей було витрачено на пристосування будівлі ще 356 руб. 83 коп., які Терещенко також доручив профінансувати за його рахунок.
Влітку 1889 року заклад освіти отримав статус класичної восьмикласної гімназії та зайняв всі приміщення двоповерхової будівлі. Директором залишався Михайло Лазаренко. Інспектором призначено викладача давніх мов Євгена Каллістова. Урочисті святкування щодо відкриття у Глухові повної гімназії відбулися 16 серпня 1889 року і з вересня того ж року гімназія розпочала свою повноцінну роботу. У навчальний курс були додані такі предмети, як логіка, філософія та законознавство, а грецька мова навпаки була скасована з навчальної програми. На пряжку ременя і кокарду кашкета гімназистів додалися літери «Г. Г.», що означало «Глухівська гімназія». Після смерті Євгена Каллістова у січні 1898 року цю посаду обійняв учитель математики та фізики Іван Плаксін, кандидат фізико-математичного факультету університету св. Володимира.
Заклад освіти мав декілька джерел фінансування. Підготовчий клас оплачували самі батьки. На функціонування перших чотирьох класів гімназії кошти виділяли міське та повітове земства. Ще 2 тисячі рублів виплачувала держава. Також за кошти уряду функціонували 5-й та 6-й класи гімназії. Два старших (7-8) класи утримувалися на відсотки з капіталу Ніколи Терещенка.
У 1908—1916 роках директором Глухівської чоловічої гімназії працював Карл Каужен — випускник російського філологічного інституту Лейпцизького університету. У буремному 1917 році цю посаду обіймав Леонід Апостолов, який до цього в 1913—1916 роках керував Глухівським учительським інститутом. Наприкінці 1917 року директором гімназії обрали викладача математики, фізики та природознавства Михайла Яворовського (випускника Московського університету).
З грудня 1918, а особливо в першій половині 1919, та з січня 1920 років у будівлі перебували певний час червоноармійці, які практично зруйнували всі приміщення, повибивали шибки, знищили меблі та навчальні засоби. Тому в 1919 та 1920 роках навчання тут не відбувалось, а було переведено в приміщення пансіону. В січні 1920 року через необережність червоноармійці тричі влаштовували пожежі у будівлі, тому згодом покинули її. Після відновлення шибок та ремонту печей восени 1920 року будівлю гімназії знову зайняли червоноармійці.
Під час однієї з бомбардувань Глухова німецькою авіацією наприкінці серпня 1943 року одна бомба розірвалася перед будинком чоловічої гімназії, наступна потрапила до його західного крила і частково зруйнувала. Ще одна бомба впала і розірвалася між корпусами №2 та №3 педуніверситету. Сліди тієї бомбардування
зафіксовані на фото, зробленому в післявоєнний час. За спогадами довгожителя Ігоря Сбитного на металевій огорожі перед центральним корпусом, до заміни її на сучасну, ще недавно можна було побачити багато рваних дірок від уламків. Відбудова тривала багато років, активізувавшись з 1961 року. Корпус був зданий в експлуатацію в 1964 році. 
Тут розміщено адміністративний (другий) адміністративний корпус Глухівського національного педагогічного університету імені Олександра Довженка.

## Опис

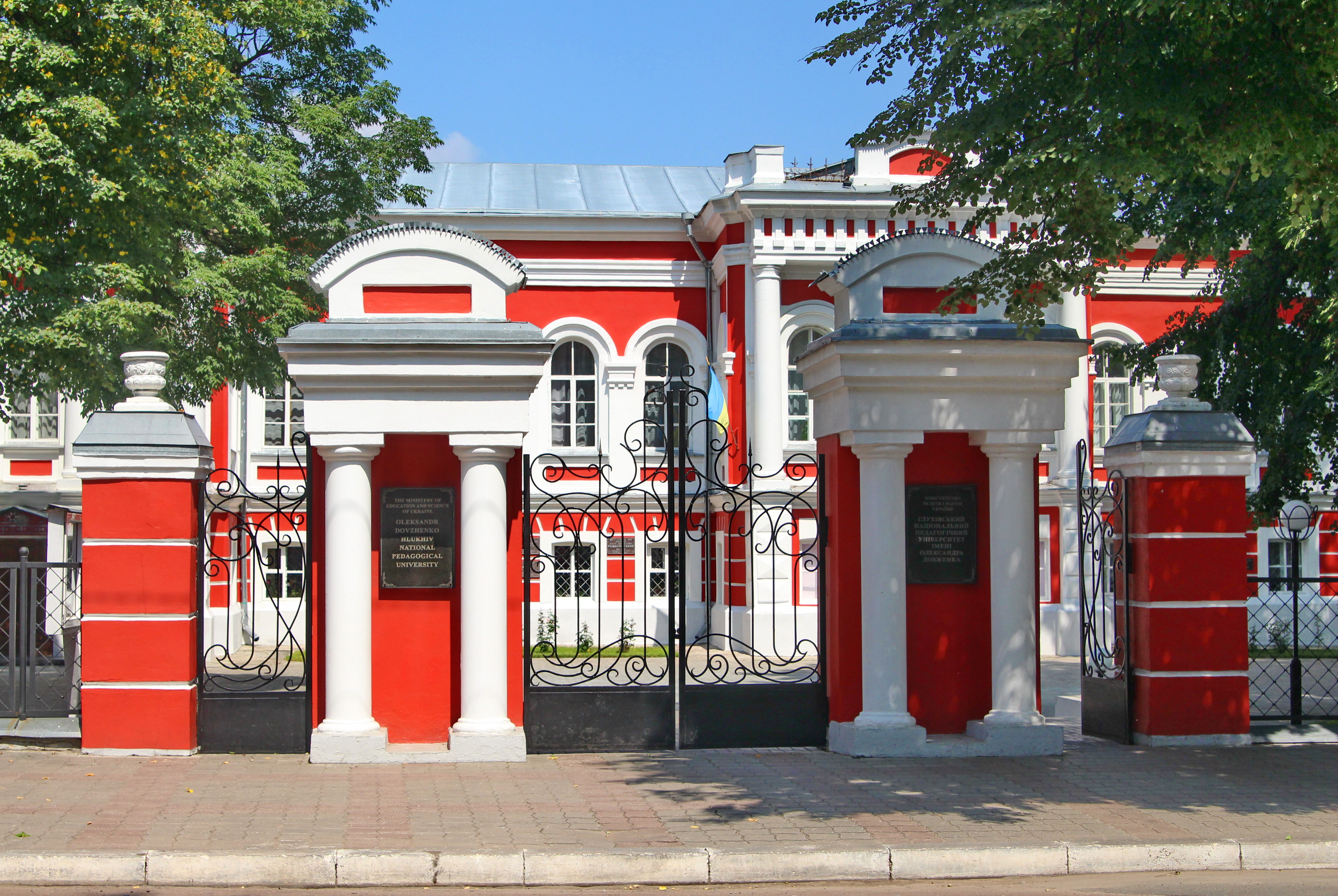
Центральний вхід до університету (з боку вул. Києво-Московської)

Двоповерховий мурований будинок стоїть у центрі подвір'я. Його площа 2056,2 м2. Чоловим південним фасадом звернений у бік вулиці Києво-Московської, від якої корпус відділяє парк. З усіх споруд комплексу він найбільше наближений до вулиці. Будинок вирішений у стильових формах класицистичного напрямку історизму. Будинок двоповерховий на підвалі, з планом близьким до П-подібного. Чоловий і дворовий фасади мають по два симетрично розміщених ризаліти. Перший поверх за розмірами нижчий другого. Фасадні площини по першому поверху рустовано (дощаний та діамантовий руст), вікна невеликі прямокутні, з пласким облямуванням. Розпланування першого поверху коридорне, з двобічним розташуванням класів, а другого поверху — близьке до анфіладного. Горішній поверх має високі аркові вікна з архівольтами, розділені безордерними пілястрами. Ризаліти по другому поверху акцентовані чотириколонними пристінними портиками тосканського ордера з повними антаблементом і фігурним аттиком
Будинок має два вестибюлі з двома сходовими клітинами. Згідно проєкту архітектора Олександра Гросса, на рівні парадних кімнат другого поверху, знаходилося два пандуси, які розширялися до низу. На першому поверсі знаходилися: кладова, кімтата для зберігання вина, котельня, кімната покоївки, кухаря та конторщика, а також їдальня для обслуговуючого персоналу, кімната для обслуги й економа та пральня. На другому поверсі планували розмістити: кімнату для дітей та гувернантки, гардеробну, кладову, спальню, дамську кімнату та бодуар, а також гостинну кімнату, оранжерею, гостинну залу, їдальню, чайну кімнату, буфет, контору, кабінет з прийомною, більярдну та гостьові кімнати.
Перекриття будинку плоскі по дерев'яних балках, підлоги дощані, дах вальмовий, по дерев'яних кроквах, укритий покрівельною сталлю.
Суттєвих перебудов і втрат будинок не зазнав. За радянської доби частково змінили внутрішнє розпланування. Пічне опалення замінили на централізоване водяне. Фасади отримали двобарвне червоно-біле пофарбування.

## Видатні вихованці
У гімназії навчалися:
- художник Григорій Нарбут[25],
- поет Володимир Нарбут[26],
- правник Микола Василенко (закінчив у 1881 році),
- письменник Юрій Смолич
- мистецтвознавець Федір Ернст (закінчив у 1909 році),
- археолог Микола Ернст,
- історик Віктор Романовський,
- композитор Юрій Шапорін,
- археолог Микола Сібільов.

На фасаді будинку встановлено меморіальні дошки на честь Григорія Нарбута, Федора Ернаста, Юрія Шапоріна та Микола Василенка.
Випускник глухівської прогімназії, відомий вчений, історик і правознавець, академік, другий Президент Всеукраїнської Академії наук Микола Василенко залишив спогади про гімназійне життя: підкреслюючи педагогічний такт, організаційні здібності директора Михайла Федоровича Лазаренка, відзначив, «що дух демократизму і рівності, який царював у гімназії і підтримувався директором, був хорошою школою для нас, малюків».
Як і в учительському інституті, в чоловічій гімназії великого значення надавали навчанню образотворчого мистецтва. Учителями малювання працювали Навроцький і Рейлян. Останній був не тільки педагогом, котрий навчав Григорія Нарбута та Федора Ернста, а й відомим краєзнавцем, дослідником глухівських старожитностей. Щорічно в прогімназії навчалось 200—250 вихованців. Більшість із них (майже 80 %) були православними, ще 10 % — єврейського віросповідання, решта — римо-католики.

## Охорона
Будинок Глухівської чоловічої гімназії в 1988 році поставлено на державний облік, як пам'ятку архітектури місцевого значення з охоронним № 114-См. У 2012 році за рішенням Кабінету Міністрів України пам'ятка отримала статус об'єкту культурної спадщини національного значення і була внесена до Державного реєстру нерухомих пам'яток України під № 180031/3-Н.
У травні 2021 року будинок Глухівської чоловічої гімназії увійшов до переліку проєктів з реставрації, консервації, ремонту пам'яток культурної спадщини, у тому числі замках, інших фортифікаційних, оборонних, палацово-паркових комплексах, сформований з урахуванням рейтингу, що взяли участь у відборі в рамках проекту «Велика Реставрація», сформованих міністерством культури та інформаційної політики України у межах президентської програми «Велике будівництво». Об'єкт під назвою «Реставрація пам'ятки архітектури та містобудування національного значення (охорон. № 180031/2-Н) „Глухівська чоловіча гімназія“ по вул. Києво-Московській,24 у м. Глухові Сумської обл.» набрав 51,4 бала та зайняв 77-е місце з-поміж 109 проєктів, допущених до програми.